# Up Next Session: Billie Eilish
《Up Next Session: Billie Eilish》는 미국의 싱어송라이터 빌리 아일리시의 두 번째 익스텐디드 플레이(EP)이다. 2017년에 발매한 첫 익스텐디드 플레이 《Don't Smile at Me》에 수록되어 있는 곡 중 세 곡을 어쿠스틱 버전으로 공연한 것을 같은 해 9월 20일 아이튠즈를 통해 비디오와 함께 공개하였다. 레이블은 다크룸과 인터스코프 레코드에서 맡았다.

## 배경 및 발매
《Up Next Session: Billie Eilish》는 2017년 9월 20일 다크룸과 인터스코프 레코드를 통하여 발매되었다. 음반에는 〈Bellyache〉, 〈Watch〉, 〈Ocean Eyes〉까지 같은 해에 발매한 아일리시의 첫 익스텐디드 플레이 《Don't Smile at Me》의 수록곡을 어쿠스틱 버전으로 라이브 공연을 펼쳤다.
애플 뮤직에서는 《Up Next: Billie Eilish》라는 제목의 비디오도 함께 공개하였다. 총 4편의 비디오가 공개되었는데, 첫 번째는 1분가량 되는 트레일러이며, 두 번째는 "Up Next: Where's My Mind"라는 제목의 8분 정도 되는 영상으로, 아일리시의 옛날 영상과 함께, 아일리시와 오빠 피니어스, 그리고 엄마 매기 베어드와 아빠 패트릭 오코넬이 인터뷰를 한다. 세 번째 비디오는 "Up Next Session: Billie Eilish"라는 이름으로 노래를 라이브로 부르는 것이 나온다. 이는 아이튠즈에서도 공개되었으며, 이후에는 유튜브에도 영상이 올라왔다. 마지막 비디오는 "Julie Adenuga and Billie Eilish"라는 제목으로, 10분이 조금 안되는 시간 동안 줄리 아데누가가 빌리 아일리시를 인터뷰하는 내용이 담겨져 있다.

## 트랙 리스트
모든 곡은 빌리 아일리시와 피니어스 오코넬이 공연하였으며, 또한 피니어스 오코넬이 전곡을 프로듀싱하였다.
| #            | 제목           | 작사·작곡                     | 재생 시간 |
| ------------ | -------------- | ----------------------------- | --------- |
| 1.           | 〈Bellyache〉  | 빌리 아일리시 피니어스 오코넬 | 3:06      |
| 2.           | 〈Watch〉      | F. 오코넬                     | 3:19      |
| 3.           | 〈Ocean Eyes〉 | F. 오코넬                     | 3:30      |
| 총 재생 시간 | 총 재생 시간   | 총 재생 시간                  | 9:55      |

## 발매 일정
| 지역 | 날짜            | 포맷                     | 레이블            | 출처  |
| ---- | --------------- | ------------------------ | ----------------- | ----- |
| 세계 | 2017년 9월 20일 | 디지털 다운로드 스트리밍 | 다크룸 인터스코프 | [ 1 ] |